# 1856 na música

## Nascimentos
| Data          | Nome              | Profissão  | Nacionalidade | Observações | Ref |
| ------------- | ----------------- | ---------- | ------------- | ----------- | --- |
| 11 de Janeiro | Christian Sinding | compositor | Noruega       | m. 1941     |     |
| 3 de Maio     | Max Alvary        | tenor      | Alemanha      | m. 1898     |     |

## Mortes
| Data        | Nome                      | Profissão           | Nacionalidade | Observações | Ref |
| ----------- | ------------------------- | ------------------- | ------------- | ----------- | --- |
| 29 de Junho | Robert Alexander Schumann | músico e compositor | Alemanha      | n. 1810     |     |
| 29 de Julho | Manuel Patrício de Bastos | compositor          | Portugal      | n. c.1800   |     |